# Druppelteller

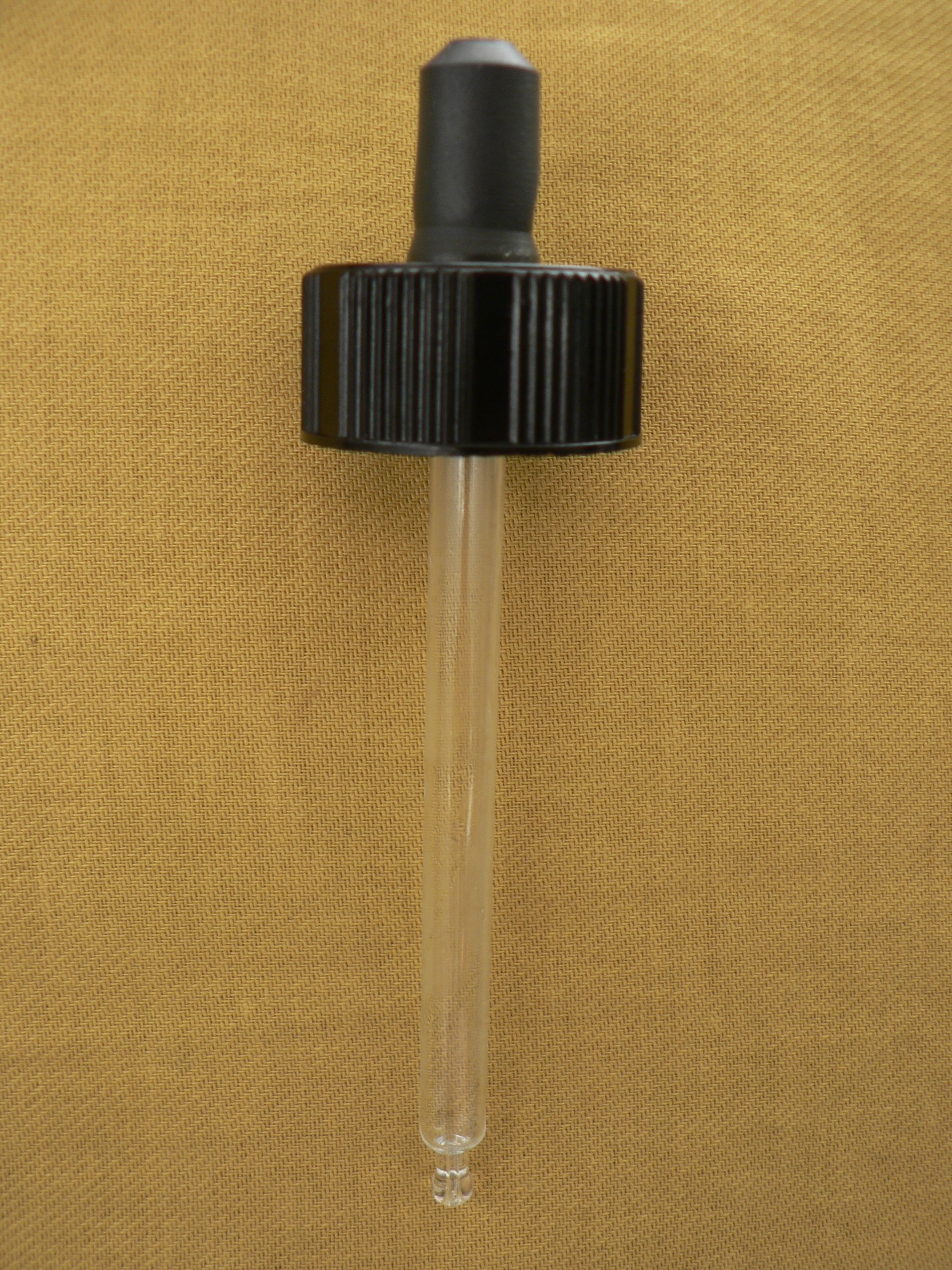
Voorbeeld van een druppelteller.

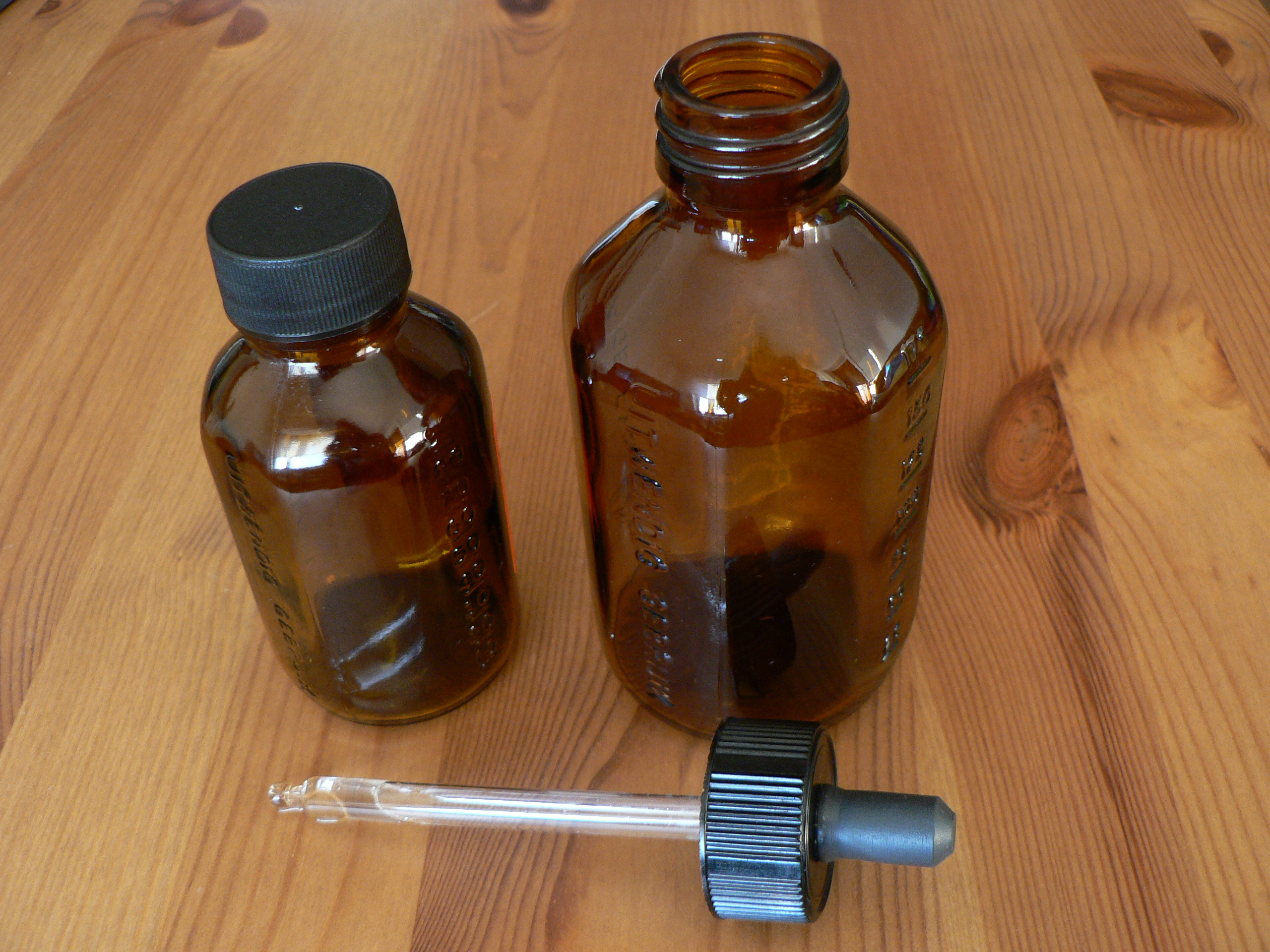
Een druppelteller en bruin glaswerk

Een druppelteller (ook wel pipet genoemd) is een glazen buisje met aan een kant een vernauwing en aan de andere kant een gummipeertje om vloeistof door de vernauwing in en uit een glazen buisje te zuigen.
Meestal zit de druppelteller in de dop van een flesje ingebouwd, zodat de druppelteller schoon blijft en niet verwisseld kan worden met druppeltellers die voor andere vloeistoffen gebruikt worden.